# Wasserstraßen- und Schifffahrtsamt Cuxhaven
Das Wasserstraßen- und Schifffahrtsamt Cuxhaven (WSA Cuxhaven) war ein Wasserstraßen- und Schifffahrtsamt in Deutschland. Es gehörte zum Dienstbereich der Generaldirektion Wasserstraßen und Schifffahrt, vormals Wasser- und Schifffahrtsdirektion Nord.
Durch die Zusammenlegung der Wasserstraßen- und Schifffahrtsämter Hamburg, Tönning und Cuxhaven ging es am 15. März 2021 im neuen Wasserstraßen- und Schifffahrtsamt Elbe-Nordsee auf.

## Zuständigkeitsbereich
Das Wasserstraßen- und Schifffahrtsamt Cuxhaven war zuständig für die Bundeswasserstraßen Elbe von St. Margarethen (Grenze zum Amtsbereich des ehemaligen Wasserstraßen- und Schifffahrtsamtes Hamburg) bis zur Ansteuerungstonne Elbe, der Oste von Bremervörde bis zur Mündung in die Elbe und die ausschließliche Wirtschaftszone der Bundesrepublik Deutschland in der Nordsee.
In Cuxhaven verfügte das Wasserstraßen- und Schifffahrtsamt über einen Bauhof, auf dem Wartungs- und Instandsetzungsarbeiten an schwimmenden und festen Seezeichen, an Anlagen des Ostesperrwerks sowie den Wasserfahrzeugen des Wasserstraßen- und Schifffahrtsamtes durchgeführt wurden.

## Aufgabenbereich

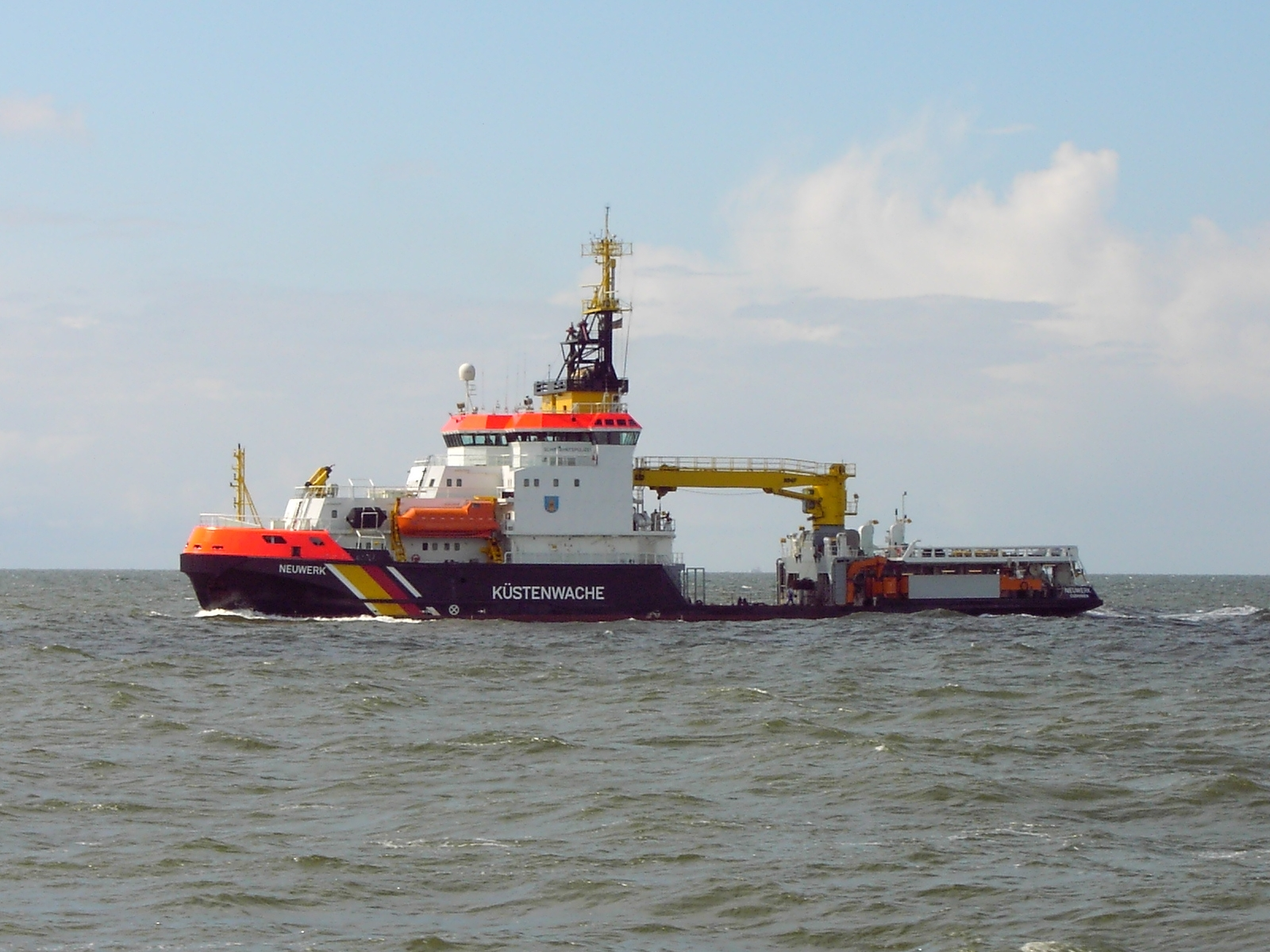
Mehrzweckschiff Neuwerk

Zu den Aufgaben des Wasserstraßen- und Schifffahrtsamtes Cuxhaven gehörten:
- Unterhaltung und Ausbau der Bundeswasserstraßen im Amtsbereich
- Unterhaltung und Betrieb der schwimmenden und festen Seezeichen im Amtsbereich
- Ordnung und Sicherheit des Schiffsverkehrs und Betrieb der Verkehrszentrale in Cuxhaven
- Übernahme strom- und schifffahrtspolizeilicher Aufgaben
- Betrieb und Unterhaltung des Ostesperrwerks.

Dem Wasserstraßen- und Schifffahrtsamt Cuxhaven waren u. a. das Mehrzweck- und Gewässerschutzschiff Neuwerk und das Peilschiff Grimmershörn unterstellt.
Am Wasserstraßen- und Schifffahrtsamt Cuxhaven war auch das Küstenwachzentrum Nordsee angesiedelt.

## Verkehrszentrale
Das Wasserstraßen- und Schifffahrtsamt Cuxhaven unterhielt eine Verkehrszentrale, von der aus der Schiffsverkehr auf der Unterelbe von der Elbansteuerung bis Brunsbüttel rund um die Uhr überwacht und gelenkt wurde. Die Verkehrszentrale war eingebunden in das Verkehrssicherungssystem Elbe, zu dem neben der Verkehrszentrale des Wasserstraßen- und Schifffahrtsamtes Cuxhaven auch die Verkehrszentrale des ehemaligen Wasserstraßen- und Schifffahrtsamtes Hamburg in Brunsbüttel gehörte.
Markantestes Bauwerk der Verkehrszentrale war der 120 Meter hohe Sendeturm, der als freistehende Stahlfachwerkkonstruktion mit dreieckigem Querschnitt ausgeführt war.

## Kleinfahrzeugkennzeichen
Den Kleinfahrzeugen im Bereich des Wasserstraßen- und Schifffahrtsamtes Cuxhaven wurden Kleinfahrzeugkennzeichen mit der Kennung CUX zugewiesen.